# Kâmpôt
Kâmpôt (khm. ក្រុងកំពត) – miasto w południowej Kambodży, położone kilka kilometrów od wybrzeża Zatoki Tajlandzkiej. Ośrodek administracyjny prowincji Kâmpôt.
Liczba mieszkańców w 2003 roku wynosiła ok. 19 tys.

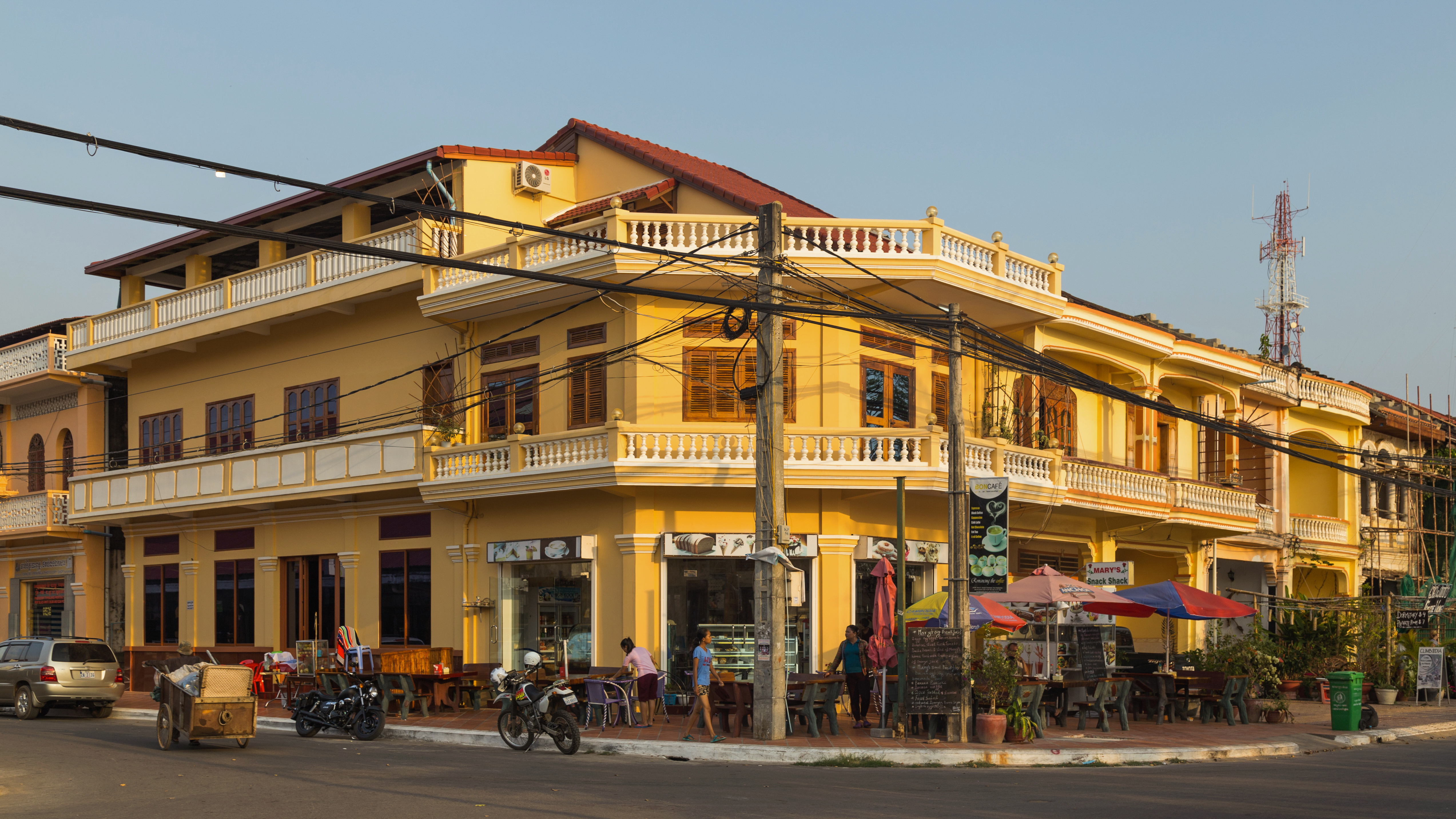
Budynek ze sklepami
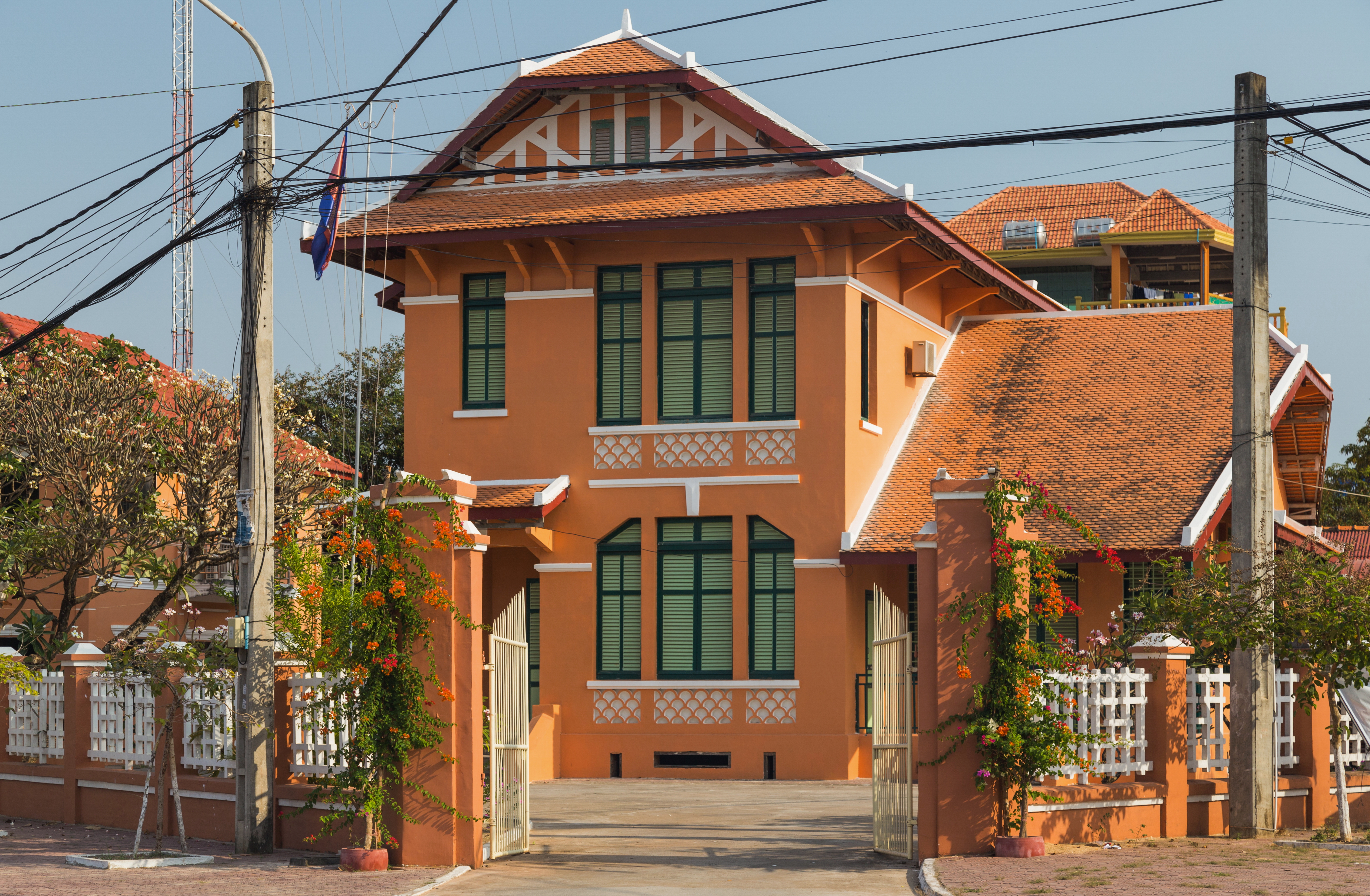
Departament Gospodarki i Finansów prowincji Kampot
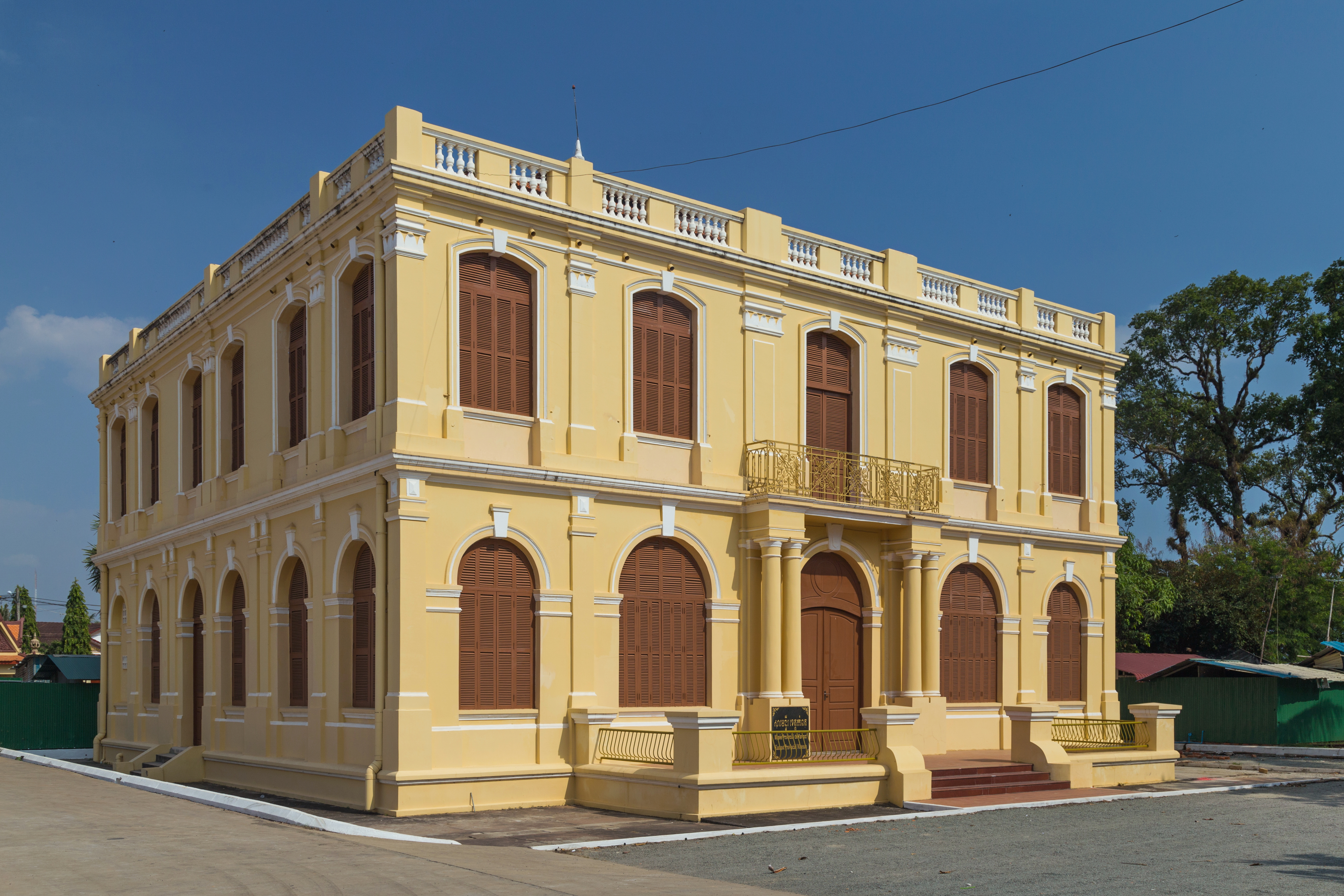
Muzeum Prowincji Kampot - budynek muzeum
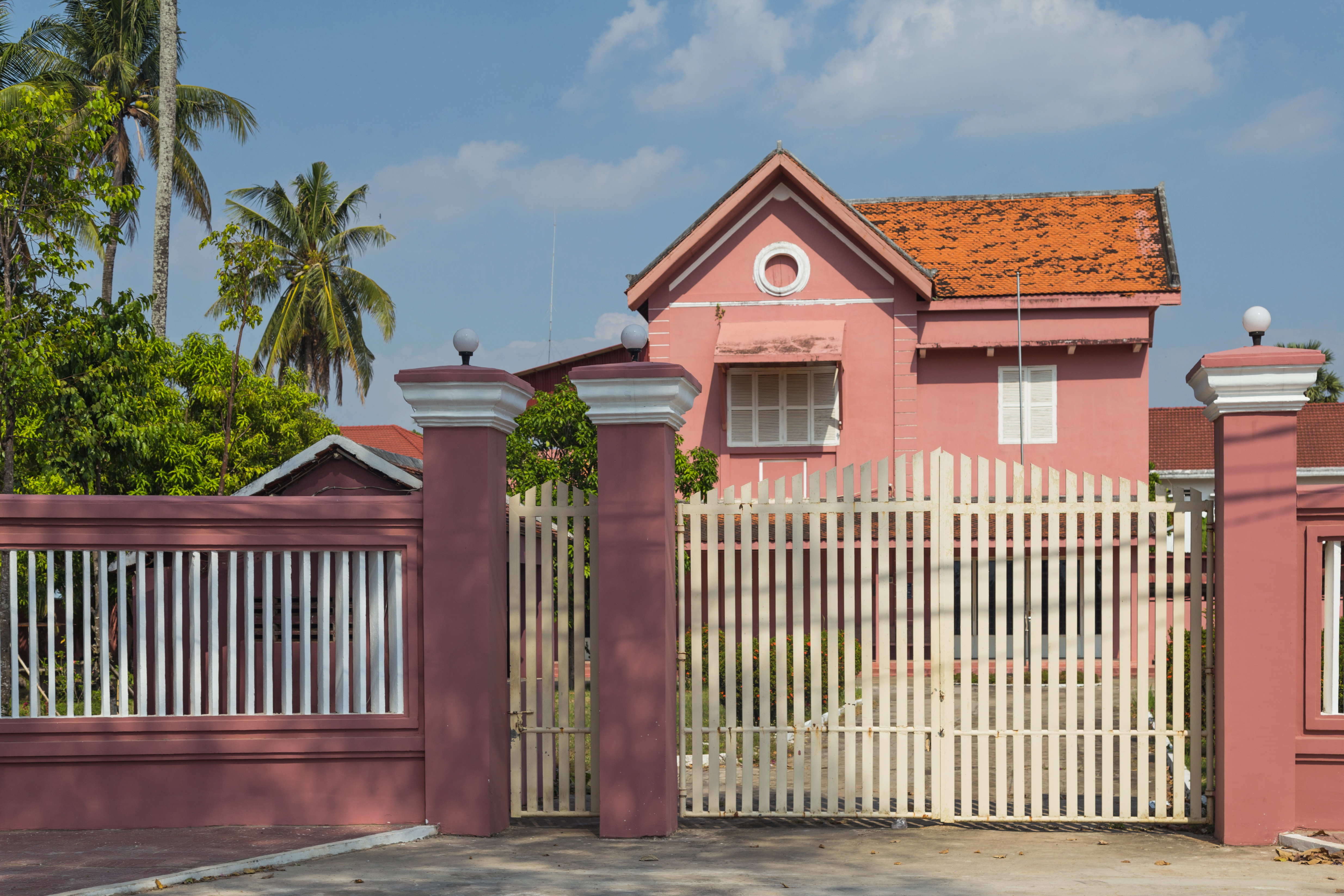
Narodowy Bank Kambodży - oddział w Kampot
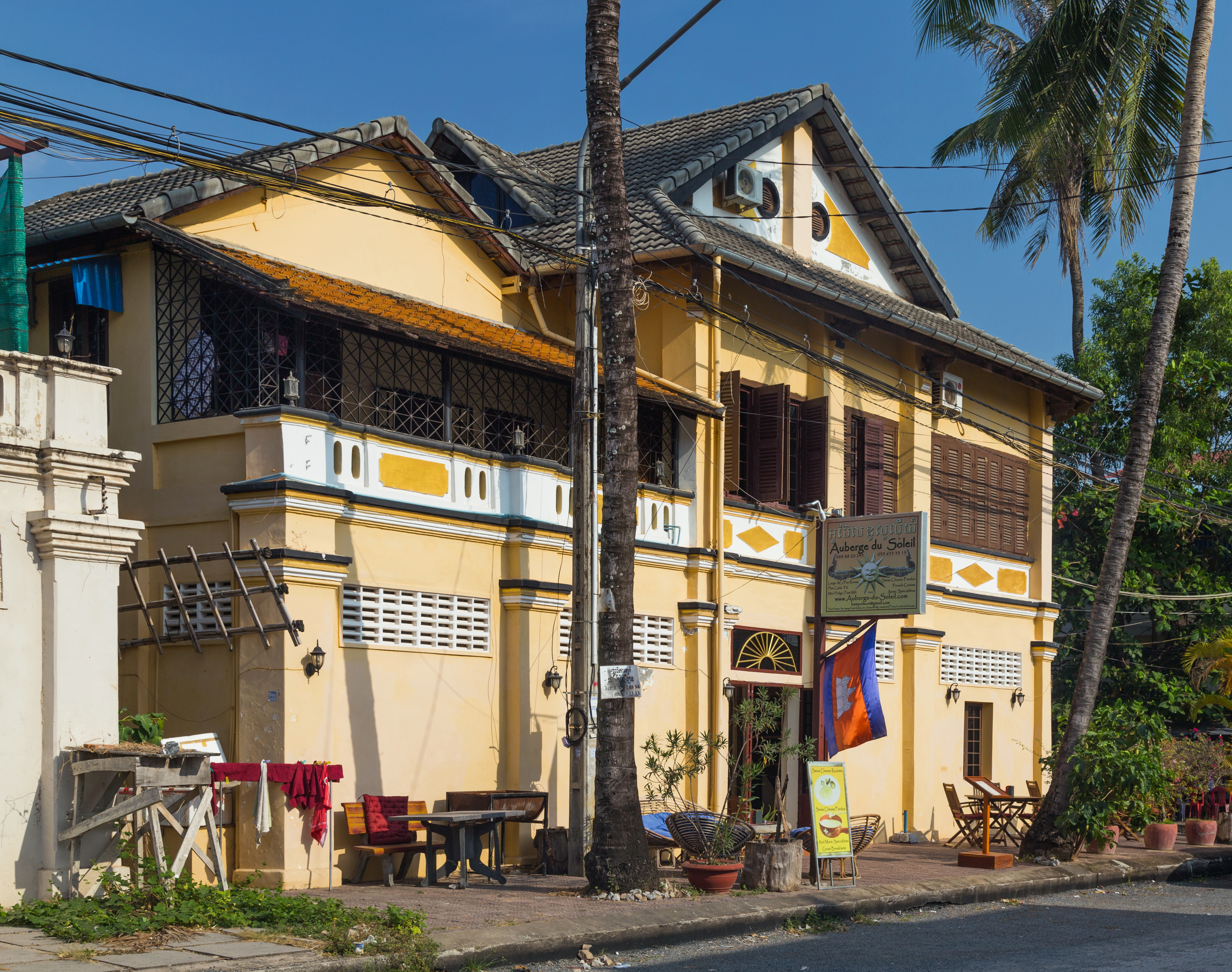
Hotel Auberge du Soleil
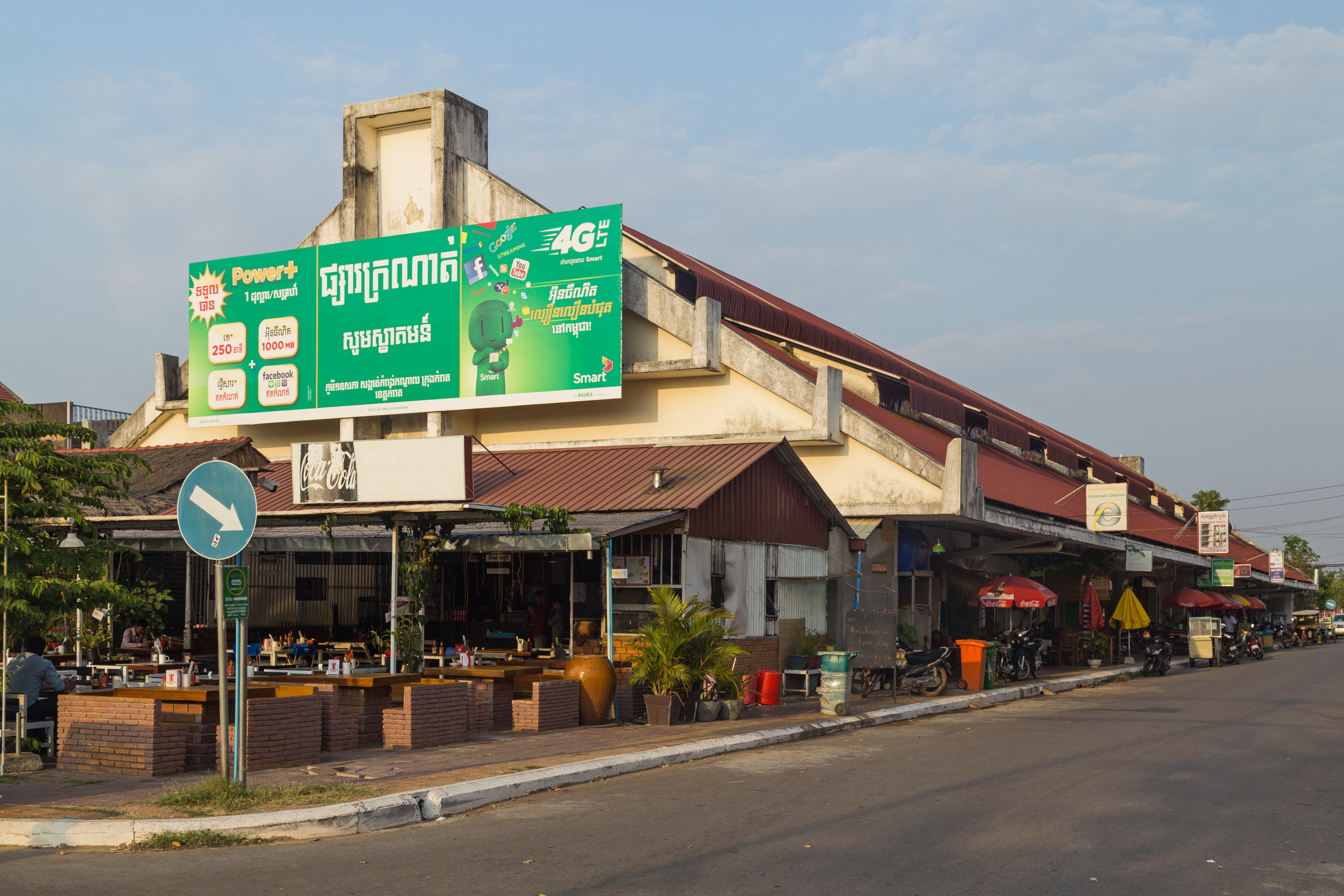
Stare targowisko
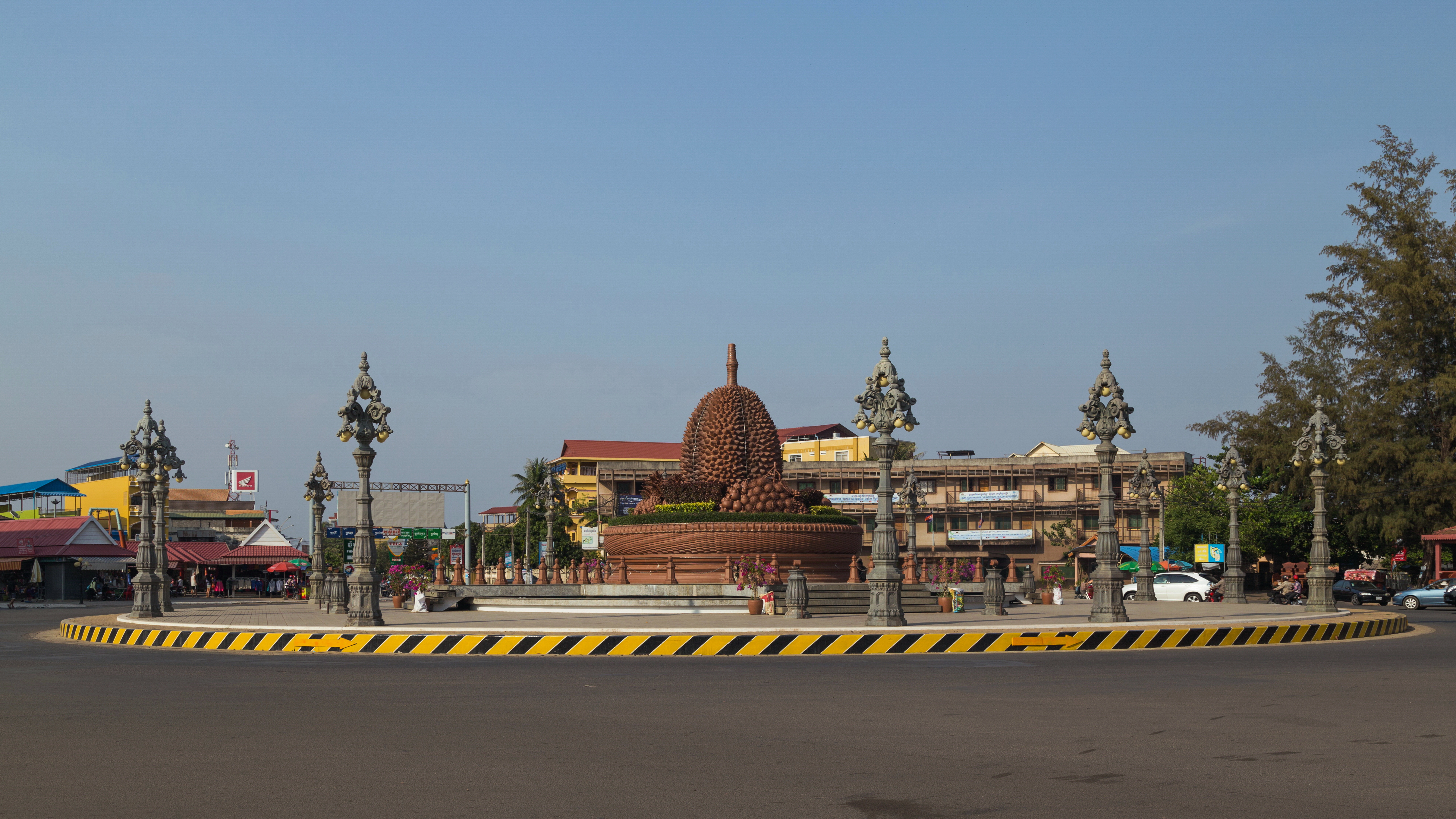
Rondo duriana
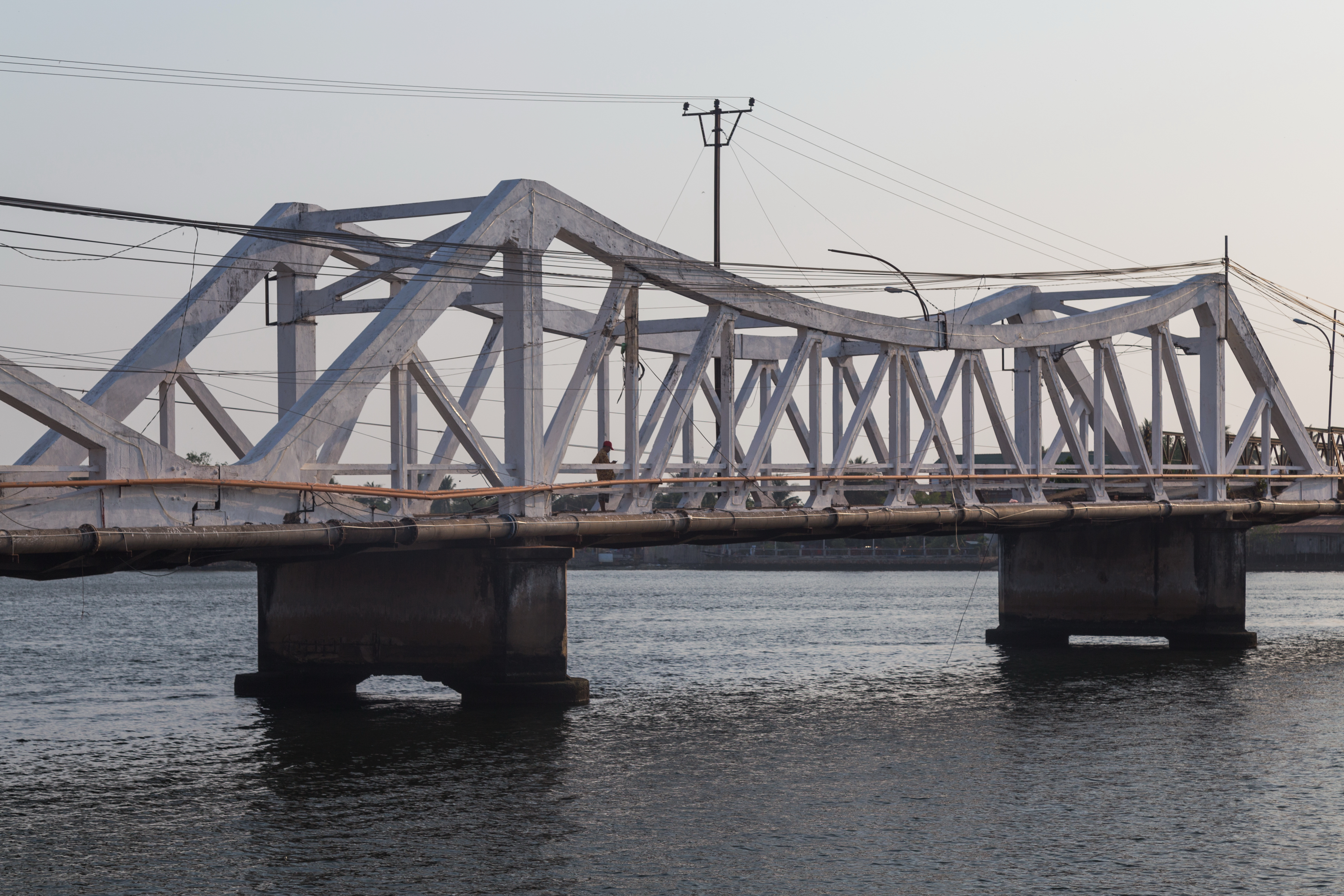
Stary most
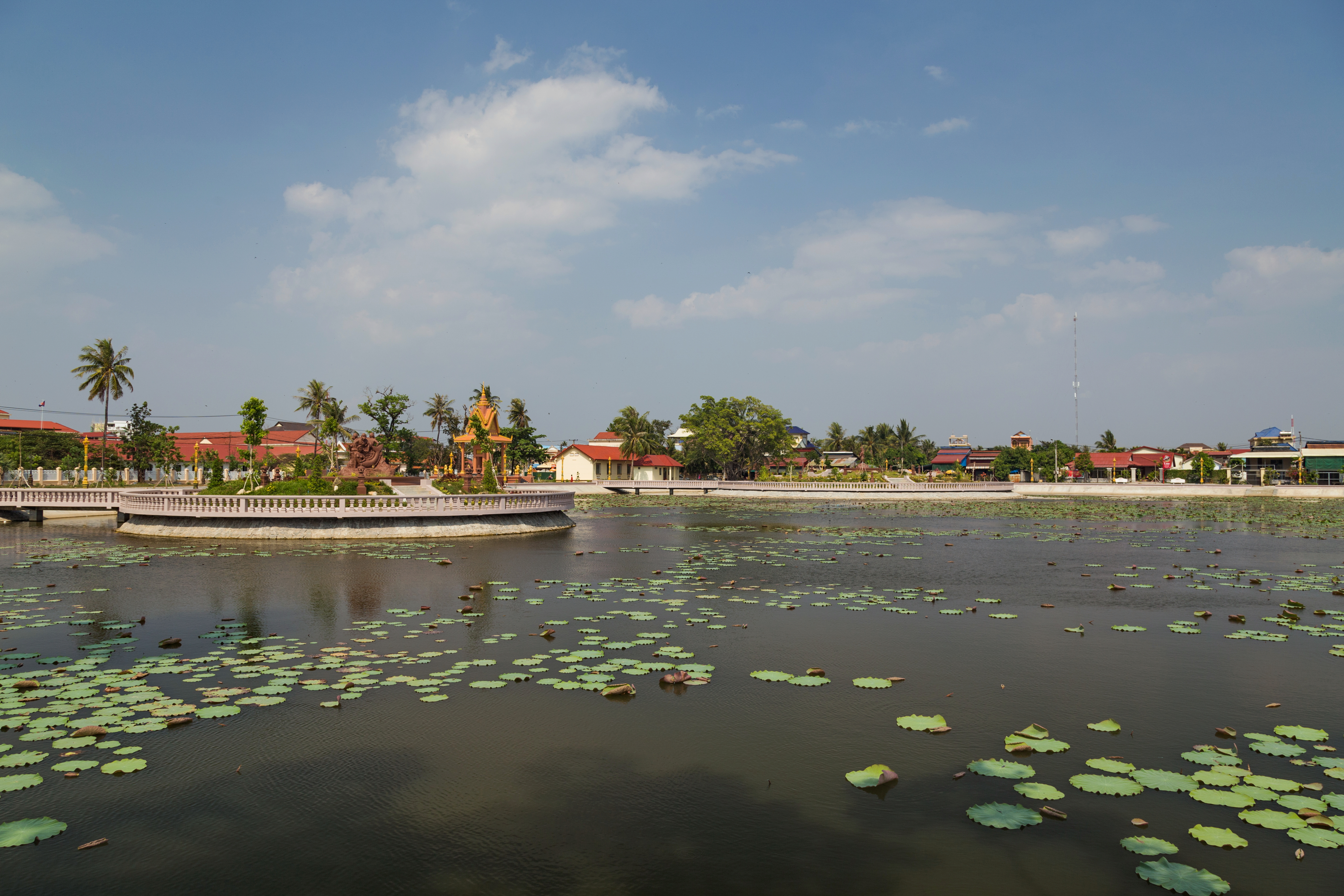
Staw lotosów
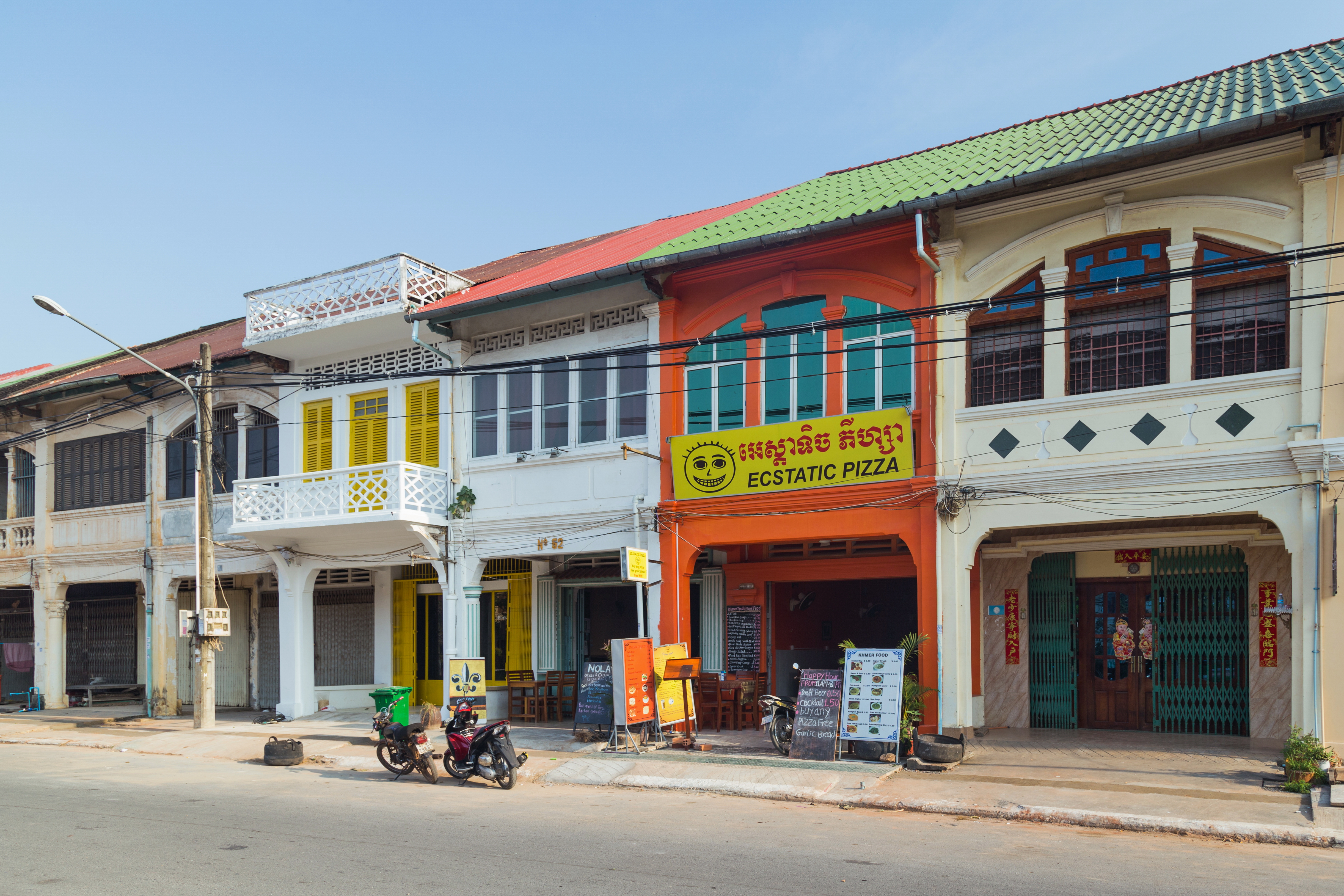
Domy-sklepy
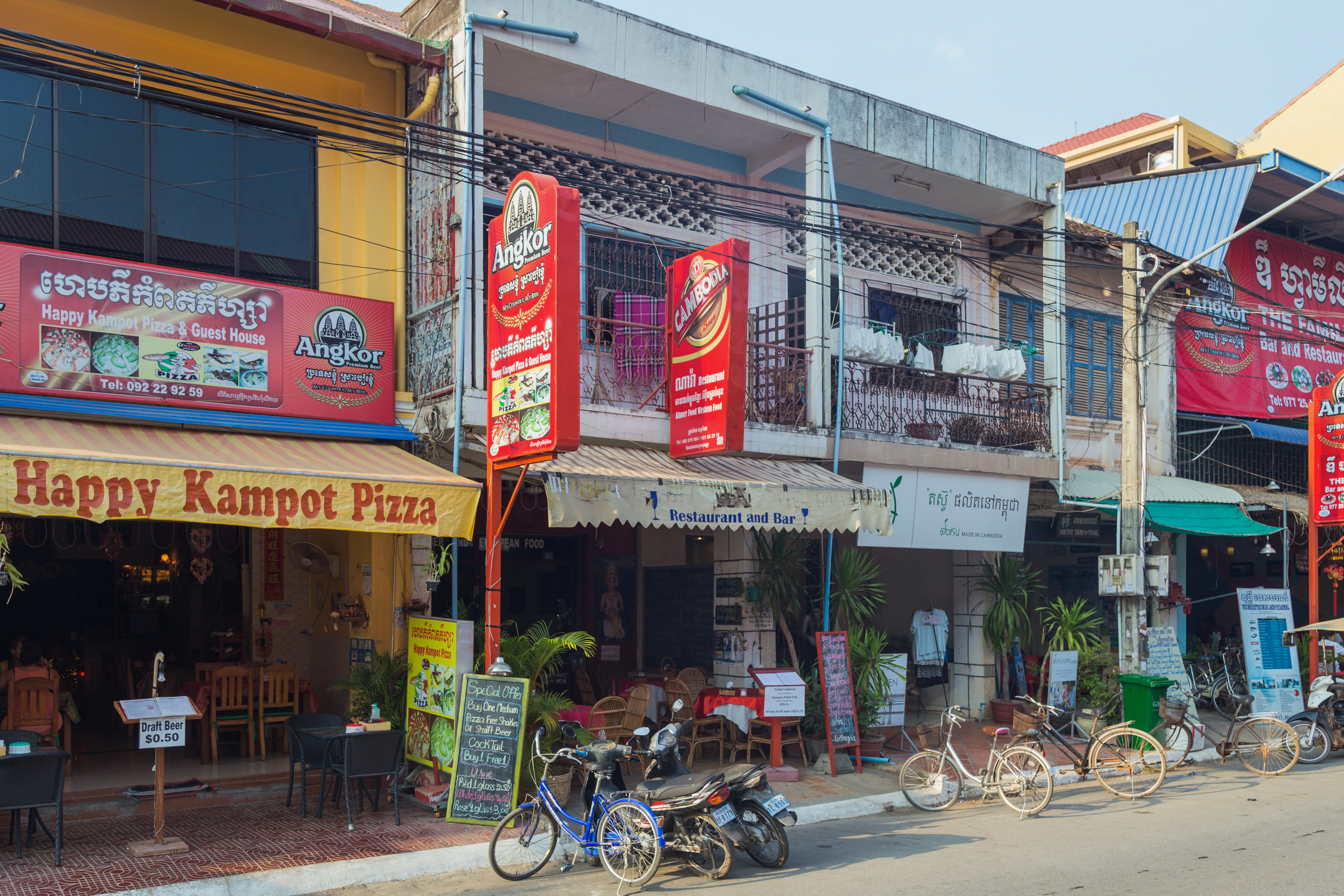
Sklepy i restauracje
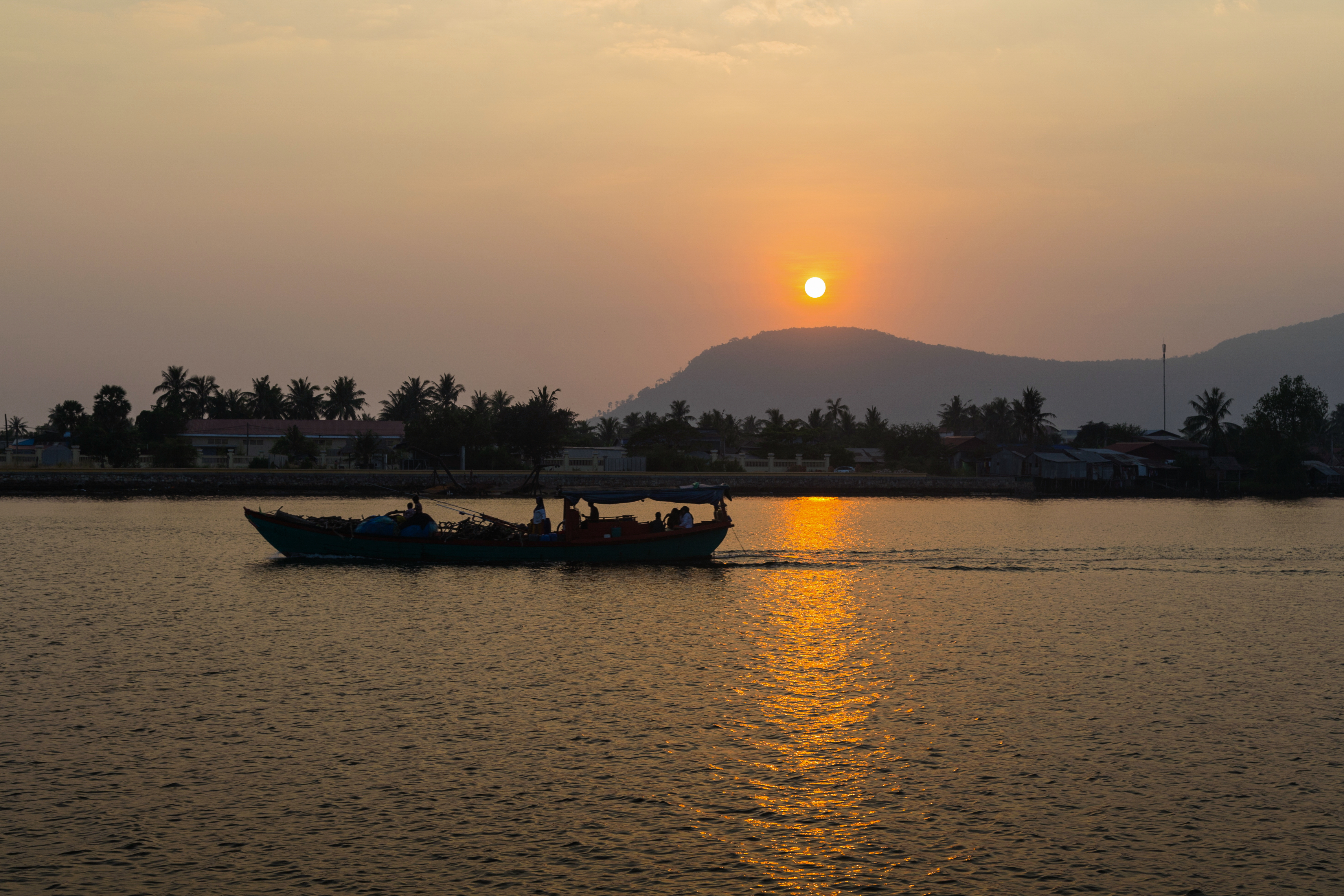
Zachód słońca nad rzeką Praek Tuek Chhu